# 164 (число)
164 (Сто шістдеся́т чоти́ри) — натуральне число між  163 та  165.

## В інших галузях
- 164 рік, 164 до н. е.
- NGC 164 — галактика в сузір'ї Риби.